# 東京都道256号八王子国立線

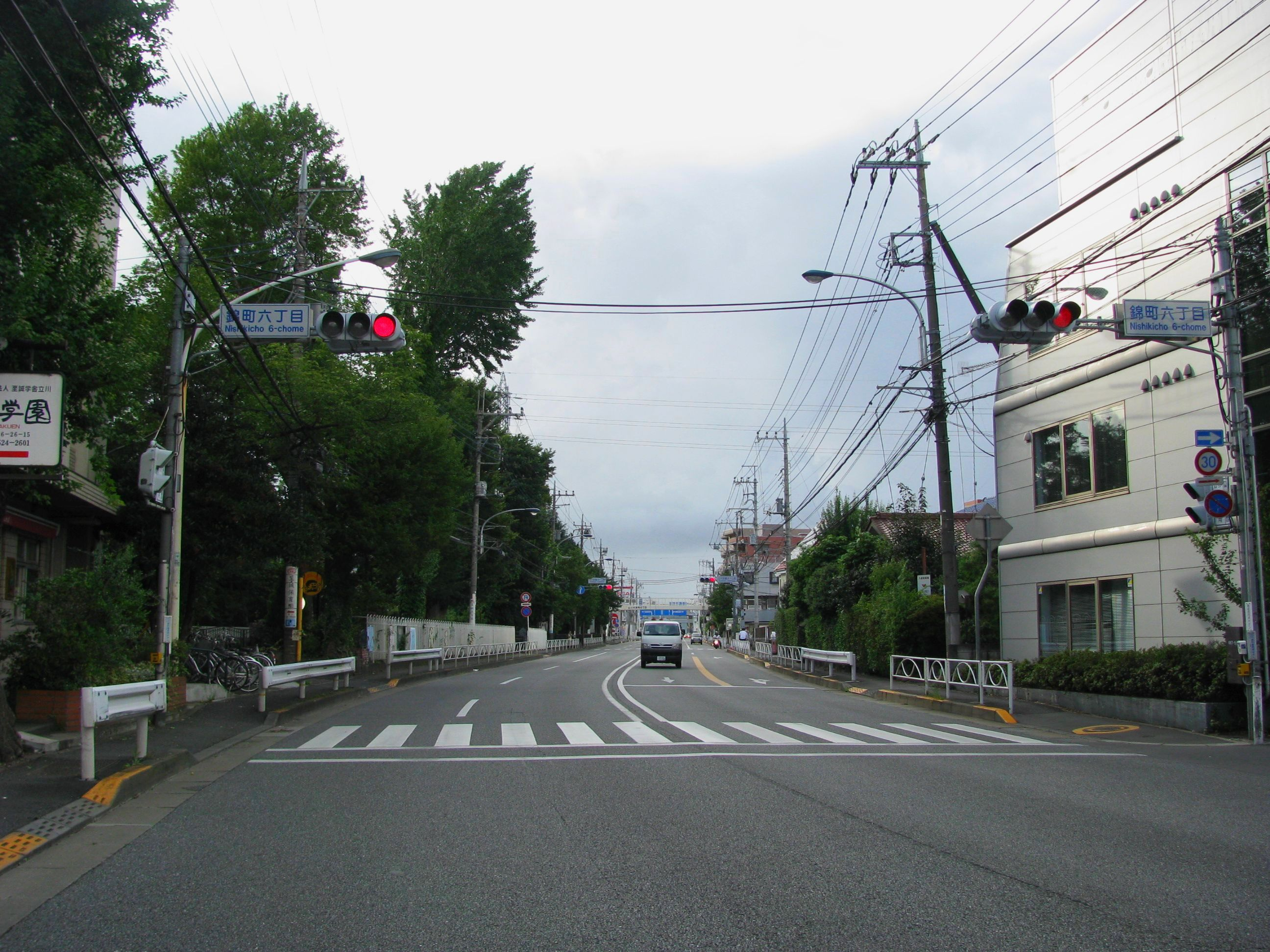
東京都道256号八王子国立線（2011年9月4日）

東京都道256号八王子国立線（とうきょうとどう256ごう はちおうじくにたちせん）は、東京都八王子市の国道20号高倉町西交差点から、日野市、立川市を経て国立市国立インター入口交差点で再び国道20号に至る一般都道である。

## 概要
- 起点：東京都八王子市高倉町西交差点
- 終点：東京都国立市国立インター入口交差点

国道20号日野バイパスの開通に伴い、2007年（平成19年）4月1日より都道に移管された路線である。移管後も通称名「甲州街道」は変わっていない。キロポストや放物線状のガードレールなど国道時代の名残が多く残っている。
起点からの八王子市内と立川市日野橋交差点から国立市終点までが4車線で、日野市内から日野橋を渡った立川市日野橋交差点まで間が2車線となっている。なお、日野駅周辺については、「日野宿通り」とする構想がある。

## 2車線化計画
日野橋交差点から国立インター入口交差点までの国立市内の区間は、4車線であるが、通常の4車線よりも車線の幅員が狭く、右折レーンを設置している交差点付近では、2車線（片側1車線）になる。また、歩道も1メートル未満の幅員しかなく、歩行者がすれ違うのに支障をきたすほどである。
これは、1964年（昭和39年）の東京オリンピックの頃に、多摩川の砂利を建築資材として都心に運搬するため、交通量が増加することを見越して、2車線を4車線にしたが、その際に、歩道を削り、歩道上の電柱を隣接民有地に移すなどの方法が採られ、都市計画決定上16mのはずの幅員が、実際には15m程度であるためである。同時期に整備された新青梅街道にも同様に都市計画よりも狭い幅員で暫定整備された箇所が存在する。
そのため、日野バイパスの全通に続いて、周辺道路の整備状況によって、歩道が狭い日野橋交差点から終点にかけての2車線化と歩道の拡幅に関する計画がある。日野バイパスの全通後1年で、谷保でのこの路線の通行量は、1日3万8500台から3万2400台に約16%減少している。しかし、東京都は、交通量が2万2000台に減少することを2車線化の目安としており、そのためには周辺の道路ネットワークの整備（東八道路の整備中区間及び都市計画道路「新奥多摩街道線（立川青梅線）」・「狛江国立線」の整備）が不可欠であることから、まだ時間がかかる見込みである。

## 地理

### 通過する自治体
- 東京都
  - 八王子市
  - 日野市
  - 立川市
  - 国立市

### 通称
- 甲州街道 - 全線（東京都通称道路名設定公告整理番号15）

### 交差する路線
| 交差する道路                                                                | 交差する道路                                                        | 交差点名         | 所在地   |
| --------------------------------------------------------------------------- | ------------------------------------------------------------------- | ---------------- | -------- |
| 国道20号（甲州街道）                                                        |                                                                     |                  |          |
| 八王子市道                                                                  | 国道20号（日野バイパス）                                            | 高倉町西         | 八王子市 |
| 八王子市道                                                                  | 東京都道235号豊田停車場線                                           | 日野台           | 日野市   |
| 東京都道169号淵上日野線                                                     |                                                                     | 日野駅北         | 日野市   |
|                                                                             | 東京都道41号稲城日野線（川崎街道）                                  | 川崎街道入口     | 日野市   |
| 東京都道149号立川日野線バイパス                                             |                                                                     | 新奥多摩街道入口 | 日野市   |
| 東京都道149号立川日野線（多摩モノレール通り）                               | 東京都道503号相模原立川線（多摩モノレール通り）                     | 甲州街道駅入口   | 日野市   |
| 都道503号線重複区間                                                         |                                                                     |                  |          |
| -                                                                           | 新川崎街道（路線認定なし）                                          | -                | 日野市   |
| 都道503号線重複区間                                                         |                                                                     |                  |          |
| 多摩川南岸道路                                                              | 東京都道503号相模原立川線（旧道）                                   | 日野橋南詰       | 日野市   |
| 都道503号線重複区間                                                         |                                                                     |                  |          |
| 東京都道29号立川青梅線（新奥多摩街道） 東京都道29号立川青梅線（奥多摩街道） | 東京都道16号立川所沢線 東京都道29号立川青梅線 （新奥多摩街道） 計画 | 日野橋           | 立川市   |
| -                                                                           | 東京都道20号府中相模原線バイパス（いずみ大通り）                    | 矢川三丁目       | 国立市   |
| 東京都道146号国立停車場谷保線                                               |                                                                     | 谷保天満宮前     | 国立市   |
| 東京都道14号新宿国立線（東八道路）建設中                                    | 国道20号（日野バイパス） 東京都道20号府中相模原線バイパス           | 国立インター入口 | 国立市   |
| 国道20号（甲州街道）                                                        |                                                                     |                  |          |

### 重複区間
- 東京都道503号相模原立川線 日野市日野（日野橋南詰交差点） - 立川市錦町（日野橋交差点）

### 橋梁
- 日野橋（多摩川）

### 沿線の施設
| 施設           | 所在地 |
| -------------- | ------ |
| 日野台高等学校 | 日野市 |
| 日野駅         |        |
| 日野警察署     |        |
| 甲州街道駅     |        |
| 立川公園       | 立川市 |
| 矢川駅         | 国立市 |
| 谷保駅         | 国立市 |